# أندريه بلامنفيلد
أندريه بلامنفيلد (بالبولندية: Andrzej Blumenfeld) هو ممثل بولندي، ولد في 12 أغسطس 1951 في زابجه في بولندا، وتوفي في 14 أغسطس 2017 في وارسو في بولندا بسبب سرطان.

## أعمال

### أفلام
- (2002) عازف البيانو[4][5]
- (2013) ديليفيري مان[6]

## وصلات خارجية
- أندريه بلامنفيلد على موقع IMDb (الإنجليزية)
- أندريه بلامنفيلد على موقع ألو سيني (الفرنسية)
- أندريه بلامنفيلد على موقع أول موفي (الإنجليزية)
- أندريه بلامنفيلد على موقع قاعدة بيانات الأفلام السويدية (السويدية)
- أندريه بلامنفيلد على موقع قاعدة بيانات الفيلم (الإنجليزية)
- أندريه بلامنفيلد على موقع كينوبويسك (الروسية)